# John W. Lord
John Whitaker Lord Jr. (* 19. Dezember 1901 in Philadelphia, Pennsylvania; † 16. Mai 1972) war ein US-amerikanischer Jurist und Politiker. Nach seiner Berufung durch Präsident Dwight D. Eisenhower fungierte er von 1954 bis 1971 als Bundesrichter am Bundesbezirksgericht für den östlichen Distrikt von Pennsylvania.

## Werdegang
Nach seinem Schulabschluss besuchte der aus Germantown stammende John Lord bis 1928 die Temple University in seiner Heimatstadt Philadelphia und erwarb an der dortigen School of Law den Bachelor of Laws. Anschließend praktizierte er bis 1954 in Philadelphia als Rechtsanwalt. Von 1938 bis 1954 war er selbst Rechtsprofessor an der Temple University; während dieser Zeit fungierte er von 1939 bis 1946 außerdem als stellvertretender Attorney General von Pennsylvania. Anschließend saß er von 1947 bis 1951 als Republikaner im Senat von Pennsylvania. Von 1952 bis 1954 war er Mitglied des Stadtrates von Philadelphia.
Am 29. März 1954 wurde Lord durch Präsident Eisenhower als Nachfolger von James P. McGranery zum Richter am United States District Court for the Eastern District of Pennsylvania ernannt. Nach der Bestätigung durch den US-Senat, die am 18. Mai desselben Jahres erfolgte, konnte er zwei Tage darauf sein Amt antreten. Am 19. Dezember 1971 wechselte er in den Senior Status und ging damit faktisch in den Ruhestand. Sein Sitz fiel an Louis Charles Bechtle. Er verstarb am 16. Mai 1972 und wurde auf dem Saint Timothys Episcopal Church Cemetery in Roxborough beigesetzt.